# Гоголев, Андрей Павлович
Андре́й Па́влович Го́голев (род. 28 июня 1989, Уральск, Казахская ССР) — русский поэт, прозаик, переводчик и литературовед. Финалист премии НОС 2020, финалист всероссийской премии «Болдинская Осень» лауреат всероссийского конкурса молодых ученых в области искусств и культуры, автор первого полного перевода повести «Мати» удмуртского писателя Кузебая Герда.

## Биография
Родился в 1989 году в городе Уральск, республики Казахстан. В 1996 семья переехала в город Можга Удмуртской Республики. В городе Можга получил десятилетнее школьное образование. В школе начал систематически писать стихи и рассказы. В 2006 поступил в Ижевский Государственный Технический Университет на специальность «Математическая Статистика», не окончил. Выпустил сборник рассказов «Кассиопея». В официальной печати сборник не вышел. В 2007 году поступил в Профессиональное Училище № 33 в посёлке Восточный Можгинского района. Печатался со статьями и стихотворениями в газете «Можгинские Вести». В 2008 году окончил ПУ№ 33 по годовой программе, получил специальность электрика. Дал персональную выставку картин на базе краеведческого музея города Можга. Продолжил сотрудничать с газетами города Можга, организовал музыкальный проект Сигма, писал тексты песен для городских рок-команд. В том же году поступил на Факультет Философии и Социологии Удмуртского Государственного Университета в городе Ижевск на специальность «Социальная антропология», не окончил. Вернувшись в Можгу в 2009 организовал открытые чтения «Брезентовая Цапля», проект консолидирующий литературные силы города Можга, а после запрета в 2010 проекта «Брезентовая Цапля» на муниципальных площадках города Можги, проект переместился в город Ижевск, где просуществовал пять лет и был закрыт в феврале 2014.
В первой половине 2010 года работал на Чепецком Механическом Заводе, в городе Глазов. Поступил на Юридический Факультет можгинского филиала Удмуртского Государственного Университета, не окончил. Во второй половине 2010 года жил в Санкт-Петербурге в кришнаитском монастыре, где служил поваром. Написал сборник рассказов «Два кагора на хобот» и книгу стихов «Иначе». В официальной печати сборники не вышли. Сотрудничал с Коммунистической партией РФ, участвовал в издании газеты «Ленинское Знамя», не вступил в партию. Работал на стройках. В 2011 году поступил на заочное отделение Литературного Института. В том же году начал сотрудничать с литературными изданиями Ижевска. В 2012 году служил актёром в детском театре в городе Анапа. Возвратившись в Ижевск стал ответственным секретарём литературно-публицистического журнала «Луч». По окончании срока договора перешел в национальный журнал «Инвожо» в качестве заместителя главного редактора по промо. По окончании срока договора в 2013 перешел в русскоязычное литературное издание «Италмас» в качестве редактора, ответственного за поэтическую часть журнала. Выпустил роман «Ленин Самолёт Девушка» и книгу стихов «Человечество», оба издания официальные. В 2014 жил в Москве, где написал книгу стихов «Словно», изданную в Санкт-Петербурге в 2015. Издал сборник стихов и прозы «Проверочные Слова». Жил в городе-герое Тула. Возвратился в Ижевск. В 2016 году на базе Международного Восточно-Европейского университета вёл курс открытых лекций по литературе. В 2017 окончил Литературный Институт по специальности «литературное творчество». В том же году поступил в аспирантуру Литературного Института. В 2018 году выпустил сборник «Капитал», куда вошли прозаические и поэтические произведения. В июле 2019 года книга была удостоена премии «Новарт» в номинации «Книга года». В 2019 году за исследование, посвященное биографии Кузебая Герда был награждён третьей премией на Всероссийском Конкурсе Молодых Ученых. С 2017 ведет исследование русскоязычного творчества Кузебая Герда. В июле 2020 выполнил и опубликовал полный художественный перевод на русский язык повести «Мати» Кузебая Герда. В феврале 2020 года в печати вышел роман «Свидетельство», вошедший в шорт-лист премии «НОС». В 2021 году стал куратором литературного интенсива в рамках книжного фестиваля «Кузебай» по итогам которого была выпущена серия книг «Рассказы людей, с которыми ты едешь в одном трамвае». Осенью 2021 года сборник рассказов «Можгинская возвышенность» вошел в короткий список номинантов на всероссийскую премию «Болдинская осень». В декабре 2021 года вышла книга стихотворений «(Вместе взятые)». В апреле 2022 года стал куратором лектория в книжной лавке "Кузебай".
Живет в городе Ижевске.